# Pei (Jiangsu)
Pei of Pei County of Peixian is een stad en een arrondissement in de prefectuur Xuzhou in het noorden van de Chinese provincie Jiangsu. Bij de volkstelling van 2020 had de stad zelf 596.272 inwoners, het arrondissement had 1.038.337 inwoners.